# Dajdamski portreti
Dajdamski portreti je drugi studijski album slovenske šansonjerke Svetlane Makarovič. Izdan je bil leta 1985 pri založbi Dokumentarna. Leta 1998 je pri založbi Vinylmania izšel ponatis.
Pesem "Nananana" je bila sprva napisana za pevko Neco Falk, ki jo je izdala na svojem albumu Najjači ostaju leta 1980.

## Seznam pesmi
Vse pesmi je napisala Svetlana Makarovič, razen kjer je to navedeno.
Stran A
- "Na gori Dajdam"
- "Primož" (glasba: Aleš Kersnik)
- "Ojoj, gospa"
- "Slinar"
- "Mr. John"

Stran B
- "Romanca o žabah"
- "Nananana"
- "Dixie sociologinje"
- "Moj veliki brat"

## Zasedba
- Svetlana Makarovič — vokal, klavir
- Nino de Gleria — kontrabas
- Aleš Rendla — bobni, tolkala
- Milko Lazar — sopran saksofon
- Bojan Butinar — fotografiranje
- Lado Jakša — producent aranžmaji, klavir, sintesajzer, klarinet, oblikovanje